# Cedek
Cedek (צדק) – igazság, igazságosság héber szó. 
A szó egyszerű jelentésén túl jelentős szerepet tölt be a zsidó vallásban, a zsidó irodalomban. 
A zsidó Biblia számtalanszor tesz említést az igazságosság fontosságáról, leggyakrabban idézet forrásként Móz.5. 16:20-t említik: „Igazságot; csak igazságot kövess”, de gyakorta említett forrás Jeremiás 22:13 és Zsoltárok 85:11-12 is, ahol a kifejezés különböző árnyalatit találjuk.
A cedek szóból eredő kifejezések
- A cedek szóból ered[2] a cádik (צדיק) – igaz ember. A kifejezést emberekre használják, olyanokra, akik viselkedésükkel, elmélyült hitükkel, tiszta, makulátlan erkölcsiségükkel és a tórai parancsolatok hibátlan megtartásával élik életüket.

Bibliai értelmezése: aki jót és igazságosat cselekszik. Noé volt az első, akiről a Tóra tanúsítja, hogy cádik volt. A talmudi és későbbi értelmezés szerint egy zsidó, aki hűségesen betartja a parancsolatokat. A Tánjá szerint a cádik olyan zsidó, aki egyáltalán nem rendelkezik rossz ösztönnel. A chaszidizmus megjelenése óta cádiknak nevezték az olyan szellemi vezetőt, rebbét, akinek megfelelő szellemi adottságai vannak a gyülekezet vezetésére.
Női megfelelője a cádkánit (צדקנית).
- Szintén a cedek szóból ered a cedáká (צדקה) kifejezés is, melyet adományként szokás fordítani, de mélyebb értelemben tulajdonképpen azt hivatott kifejezni a két fogalom közti kapcsolat, hogy adomány adásával, a rászorulók gyámolításával, az ember Isteni cselekedetet tesz, mintegy igazságot szolgáltat a világban.

Szó szerinti jelentése: tisztességesség, jótékonyság. Az adakozás megnevezésére használják – Ábrahám ősatyánk leszármazottainak jellemzője, mert le van írva: “Mert megismertem őt azért, hogy ő parancsolja meg fiainak és háza népének… cselekedjenek igazságot [cedáká] és jogot…” (1Mózes 18:19.)
Bibliai előírás adományt adni a szegénynek, hiszen az is le van írva: “Ha lesz közötted szűkölködő, testvéreid egyike… meg kell nyitnod kezedet számára…” (5Mózes 15:7-8.); és “…támogasd őt, akár jövevény, akár zsellér, hogy élhessen melletted…” (3Mózes 25:35.) Ha valaki egy szegény embert kéregetni lát, de elfordítja a fejét, áthágja a “…ne keményítsd meg szívedet, és ne zárd be kezedet szűkölködő testvéred elől…” bibliai parancsolatát (5Mózes 15:7.).